# Steffen Hoos
Steffen Hoos (Tambach-Dietharz, 29 de enero de 1968) es un deportista alemán que compitió para la RDA en biatlón. Ganó tres medallas en el Campeonato Mundial de Biatlón entre los años 1989 y 1994.

## Palmarés internacional
| Representando a la RDA   |                     |                   |        |
| Campeonato Mundial       |                     |                   |        |
| Año                      | Lugar               | Medalla           | Prueba |
| 1989                     | Feistritz (Austria) | Medalla de bronce | Equipo |
| Representando a Alemania |                     |                   |        |
| Campeonato Mundial       |                     |                   |        |
| Año                      | Lugar               | Medalla           | Prueba |
| 1993                     | Borovets (Bulgaria) | Medalla de oro    | Equipo |
| 1994                     | Canmore (Canadá)    | Medalla de bronce | Equipo |